# Floquet de Neu

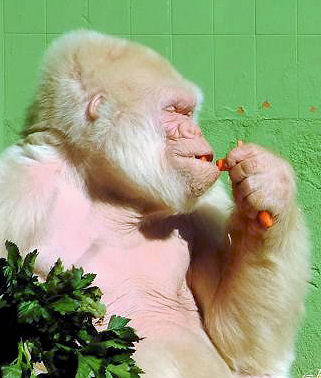
Floquet de Neu am 9. Februar 2003

Floquet de Neu (katalanisch) bzw. Copito de Nieve (spanisch) – deutsch: Schneeflöckchen (* ca. 1963/1964 in Äquatorialguinea; † 24. November 2003 in Barcelona) war ein Westlicher Flachlandgorilla, der einzige bekannte Gorilla mit Albinismus und das Maskottchen des Zoos von Barcelona.

## Leben
Am 1. Oktober 1966 töteten einige Grundbesitzer eine Gruppe von Gorillas, welche sich ihre Nahrung aus den Plantagen holten. Bei der Inspizierung der Leichen fanden sie einen noch sehr jungen, weißen Gorilla, der sich an seine tote Mutter klammerte. Einer der Jäger nahm den Gorilla mit nach Hause und verkaufte ihn vier Tage später für 15.000 Peseten an den Verhaltensforscher Jordi Sabater Pi.
Floquet traf am 1. November 1966 im Zoo Barcelona ein, wo er die restlichen 37 Jahre seines Lebens verbrachte. Er zeugte mit drei verschiedenen Weibchen insgesamt 22 Kinder, von denen sechs das Erwachsenenalter erreichten. Keines von ihnen war ein Albino.
Im Jahre 2001 wurde bei ihm Hautkrebs diagnostiziert, der mit großer Wahrscheinlichkeit auf seinen Albinismus zurückzuführen ist. Die Krankheit verschlimmerte sich zusehends, und im September 2003 gaben die Ärzte bekannt, dass er vermutlich nur noch ein paar Monate zu leben habe. Um Floquet weiteres Leiden zu ersparen, wurde er am 24. November 2003 eingeschläfert.
Am 19. November 2003 wurde von dem katalanischen Astronomen Pepe Manteca ein von ihm entdeckter Asteroid zu Ehren von Floquet, der kurz zuvor gestorben war, 95962 Copito benannt.

## Medien
- Sabater Pi widmete ihm sein Buch Floquet per sempre (deutsch: Schneeflöckchen für immer).
- Im Roman Memòries d'en Floquet de Neu (deutsch: Erinnerungen an Schneeflöckchen) des katalanischen Schriftstellers Toni Sala ist Floquet eine der Hauptfiguren.
- Eine Folge von PBS Nature mit dem Titel Snowflake: The White Gorilla (2005) ist ihm gewidmet.
- Floquet erscheint auf dem Cover des Albums Rooty der britischen Gruppe Basement Jaxx.
- Im Jahr 2011 wurde in Spanien der Kinderfilm Floquet de Neu (dt.: Flöckchen) produziert, in welchem der Gorilla als Hauptfigur auftritt.